# Liège-Bastogne-Liège 1965
La 51e édition de Liège-Bastogne-Liège a eu lieu le 2 mai 1965 et a été remportée par l'Italien Carmine Preziosi. 

## Arrivée de la course
L'arrivée de cette cinquante-et-unième Doyenne est marquée par une importante chute dans l'avant-dernier virage du Stade Vélodrome de Rocourt. Sur le groupe de tête comptant une douzaine de coureurs, la plupart se retrouvent au sol et, par ce fait, seuls quatre d'entre eux ont la possibilité de se disputer la victoire qui est remportée par Carmine Preziosi, un Italien de 21 ans résidant en Belgique depuis l'âge de 14 ans. Il devance son compatriote Vittorio Adorni.
79 coureurs étaient au départ. 34 rejoignent l'arrivée.

## Classement
| n° | Coureur                | Équipe              | Temps           |
| -- | ---------------------- | ------------------- | --------------- |
| 1  | Carmine Preziosi       | Pelforth-Sauvage    | 7 h 01 min 04 s |
| 2  | Vittorio Adorni        | Salvarani           | m.t.            |
| 3  | Martin Van Den Bossche | Wiel's-Groene Leeuw | m.t.            |
| 4  | Roger Cooreman         | Dr. Mann-Grundig    | m.t.            |
| 5  | Michael Wright         | Wiel's-Groene Leeuw | m.t.            |
| 6  | Leo Knops              | Lamot-Libertas      | m.t.            |
| 7  | Willy Bocklant         | Flandria-Romeo      | m.t.            |
| 8  | Gilbert Desmet         | Wiel's-Groene Leeuw | m.t.            |
| 9  | Joseph Huysmans        | Dr. Mann-Grundig    | m.t.            |
| 10 | Tom Simpson            | Peugeot-BP          | m.t.            |